# Скатинка
Скатинка — река в России, протекает по Камышловскому и Пышминскому районам Свердловской области. Устье реки находится в 366 км по правому берегу реки Пышмы. Длина реки составляет 32 км.

## Данные водного реестра
По данным государственного водного реестра России, Скатинка относится к Иртышскому бассейновому округу, водохозяйственный участок реки — Пышма от Белоярского гидроузла и до устья, без реки Рефт от истока до Рефтинского гидроузла, речной подбассейн Тобола, речной бассейн Иртыша.
Код объекта в государственном водном реестре — 14010502212111200007822.

## Населённые пункты
- д. Голышкина
- с. Скатинское
- д. Ожгиха
- д. Булдакова